# Stephan Luca

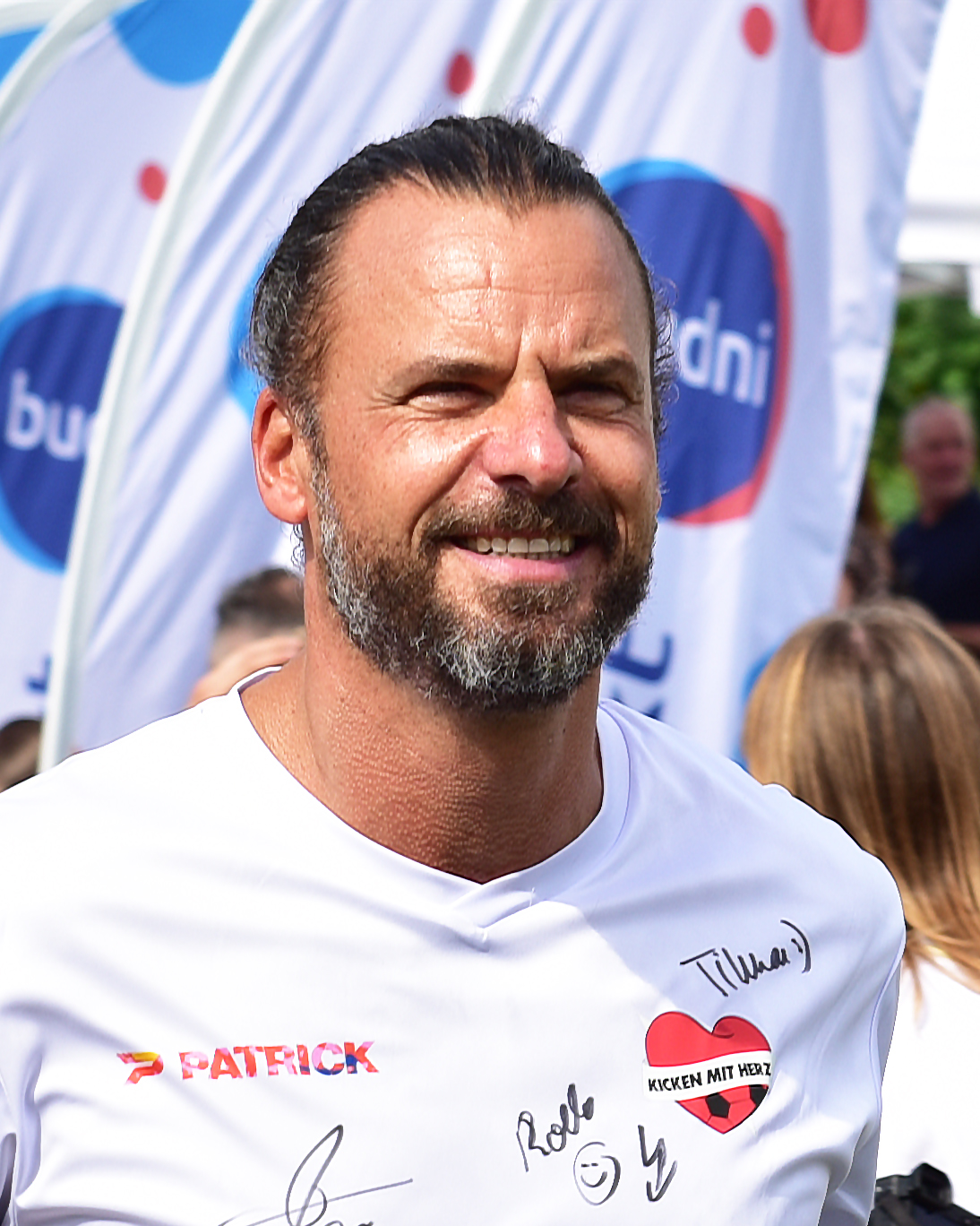
Stephan Luca bei Kicken mit Herz 2024

Stephan Luca (* 3. Juli 1974 in Stuttgart; bürgerlicher Name Stephan Hornung) ist ein deutscher Schauspieler.

## Biografie
Luca interessierte sich schon während seiner Schulzeit für die Schauspielerei, und so absolvierte er von 1997 bis 2001 eine Ausbildung an der Hochschule für Musik und Theater Hamburg. Für seine Darstellung des Romeo in der Diplominszenierung Romeo und Julia erhielt er den Friedrich-Schütter-Preis zur Förderung des Schauspielnachwuchses in Hamburg. Danach spielte er auch an den Schauspielhäusern in Zürich und Hamburg Theater.
Bereits während des Studiums wirkte Luca in Fernsehserien wie Die Schule am See oder Aus heiterem Himmel mit. Später war er in dem Kinofilm Sie haben Knut als Skilehrer und in verschiedenen Fernsehfilmen wie Held der Gladiatoren, Die Sturmflut, Störtebeker und Inferno – Flammen über Berlin zu sehen.
Während der Dreharbeiten zu dem Film Der Bergpfarrer – Liebe und andere Überraschungen nahm er 2005 den Künstlernamen Luca an. Anfang 2007 drehte er die TV-Fernsehfilme Die Lawine, in dem er die männliche Hauptrolle neben Muriel Baumeister spielte, sowie in Schweden Die Pferde von Katarinaberg nach einem Roman von Inga Lindström. 2007 arbeitete er gleichzeitig an mehreren Filmen: an  Wenn Liebe doch so einfach wär an der Seite von Yvonne Catterfeld und Sebastian Ströbel und an dem ZDF-Sonntagsfilm Vier Tage Toskana war. Außerdem drehte er für die ARD die Spielfilme Der Hochzeitswalzer und Nichts als Ärger mit den Männern, in denen er jeweils die Hauptrolle spielte.
2015 war Luca in der ZDF-Fernsehreihe Mordshunger – Verbrechen und andere Delikatessen in dem Episodenfilm Wilder Westen als Ben, der Besitzer der Tabledance-Bar „Wilder Westen“, zu sehen. Seit 2015 verkörpert er die Titelrolle in der Fernsehserie Zorn und spielte in zahlreichen weiteren Kino- und Fernsehfilmen.
Stephan Luca hat zwei Töchter und wohnt in München.

## Filmografie (Auswahl)

### Kino
- 1999: Die Häupter meiner Lieben
- 2002: Sie haben Knut
- 2007: Keinohrhasen
- 2009: Männerherzen
- 2011: Resturlaub
- 2011: Kein Sex ist auch keine Lösung
- 2012: Heiter bis wolkig
- 2015: Da muss Mann durch
- 2020: Nightlife
- 2021: Zwerg Nase
- 2022: Old People

### Fernsehen
- 2000: Liebesengel
- 2000: Bei aller Liebe
- 2001: In aller Freundschaft – Vertrau mir!
- 2002: Love Crash
- 2002: Held der Gladiatoren
- 2003: Rosamunde Pilcher – Liebe im Spiel
- 2004: Der Bergpfarrer
- 2005: Störtebeker
- 2005: Der Bergpfarrer – Liebe und andere Überraschungen
- 2005: Ums Paradies betrogen
- 2005: Das Duo – Herzflimmern
- 2006: Geile Zeiten
- 2006: Die Sturmflut
- 2006: Alles außer Sex
- 2006: Im Namen der Braut
- 2007: Das Inferno – Flammen über Berlin
- 2007: Die Lawine
- 2007: Der Mann im Heuhaufen
- 2007: Inga Lindström – Die Pferde von Katarinaberg
- 2007: Wenn Liebe doch so einfach wär’
- 2007: Die Rosenheim-Cops: Fit in den Tod
- 2008: Vier Tage Toskana
- 2008: Gefühlte XXS – Vollschlank & frisch verliebt
- 2008: Die Bienen – Tödliche Bedrohung
- 2008: Hochzeitswalzer
- 2009: Krupp – Eine deutsche Familie
- 2009: Nichts als Ärger mit den Männern
- 2009: Mörder kennen keine Grenzen
- 2009: Liebe verlernt man nicht
- 2009: Faktor 8 – Der Tag ist gekommen
- 2010: Kein Geist für alle Fälle
- 2010: Im Brautkleid durch Afrika
- 2010: London, Liebe, Taubenschlag
- 2010: Liebe ist nur ein Wort
- 2010: Callgirl Undercover
- 2011: Visus – Expedition Arche Noah
- 2011: Die Route
- 2011: Kann denn Liebe Sünde sein?
- 2011: Am Ende die Hoffnung
- 2011: Wolff – Kampf im Revier
- 2011: Die fremde Familie
- 2012: Manche mögen’s glücklich
- 2012: Vom Traum zum Terror – München 72
- 2012: Großer Mann, ganz klein
- 2012: Wiedersehen in Malaysia
- 2013: Morden im Norden – Bauernopfer
- 2013: Mord nach Zahlen
- 2013: Die Gruberin
- 2014: Ein Reihenhaus steht selten allein
- 2014: Trennung auf Italienisch
- 2014: Warum ich meinen Boss entführte
- 2015: Ein starkes Team – Tödliche Verführung
- 2015: Drunter & Brüder
- 2015: Utta Danella – Lisa schwimmt sich frei
- 2015–2017: Zorn
  - 2015: Vom Lieben und Sterben
  - 2015: Wo kein Licht
  - 2016: Wie sie töten
  - 2017: Kalter Rauch
- 2015: Mordshunger – Verbrechen und andere Delikatessen: Wilder Westen (Fernsehfilm zur Serie)
- 2015: Super-Dad
- 2016: Neues aus dem Reihenhaus
- 2016: Neid ist auch keine Lösung
- 2016: Verdammt verliebt auf Mallorca
- 2017: Eva über Bord
- 2017: Chaos-Queens: Die Braut sagt leider nein
- 2017: Kleiner Junge, großer Freund
- 2017: Notruf Hafenkante – The bigger picture / 666 (zwei Folgen)
- 2017: Wilsberg – MünsterLeaks
- 2017: SOKO Wismar – Ein nachhaltiger Tod
- 2018: SOKO Stuttgart – Fremde Stimmen
- 2018: Das Traumschiff – Hawaii
- 2018–2020: Meine Mutter … (Fernsehfilmreihe)
  - 2018: Meine Mutter ist unmöglich
  - 2019: Meine Mutter spielt verrückt
  - 2020: Meine Mutter traut sich was
  - 2020: Meine Mutter will ein Enkelkind
- 2019: Beck is back! – Ein Herz für Lilly
- 2019: Erzgebirgskrimi – Der Tote im Stollen
- 2021: Marie fängt Feuer – Coming Out (Gastdarsteller)
- 2021: Mich hat keiner gefragt
- 2022–2025: Marie fängt Feuer → siehe Besetzung
- 2023: Morden im Norden – Abgetaucht
- 2024: Spieleabend
- 2024: Für immer Sommer – Enthüllungen